# Histoire des Juifs à Zurich
L'Histoire des Juifs à Zurich remonte au Moyen Âge. Comme dans d'autres régions et pays, cette histoire a été mouvementée. La mention écrite date de 1273. La communauté a ensuite pu se développer harmonieusement, avant de connaître rejets, exclusions et de violences, à partir du milieu du XIVe siècle. Elle connaît une certaine normalisation à partir de la seconde partie du XIXe siècle, avec le droit d'établissement et de religion bientôt assuré par la Constitution suisse, en 1866 et en 1874. La ville accueille principalement quatre communautés: deux de tendance libérale et deux de tendance orthodoxe.
Zurich est l'une des villes suisses où le judaïsme est le plus présent (avec Bâle et Genève), en particulier depuis le début du XXe siècle.

## Moyen Âge

### Première mention de la communauté
La communauté juive de Zurich est mentionnée pour la première fois dans un écrit en 1273. À ce moment, elle était largement acceptée par la ville et sa population.

### Développement et persécutions

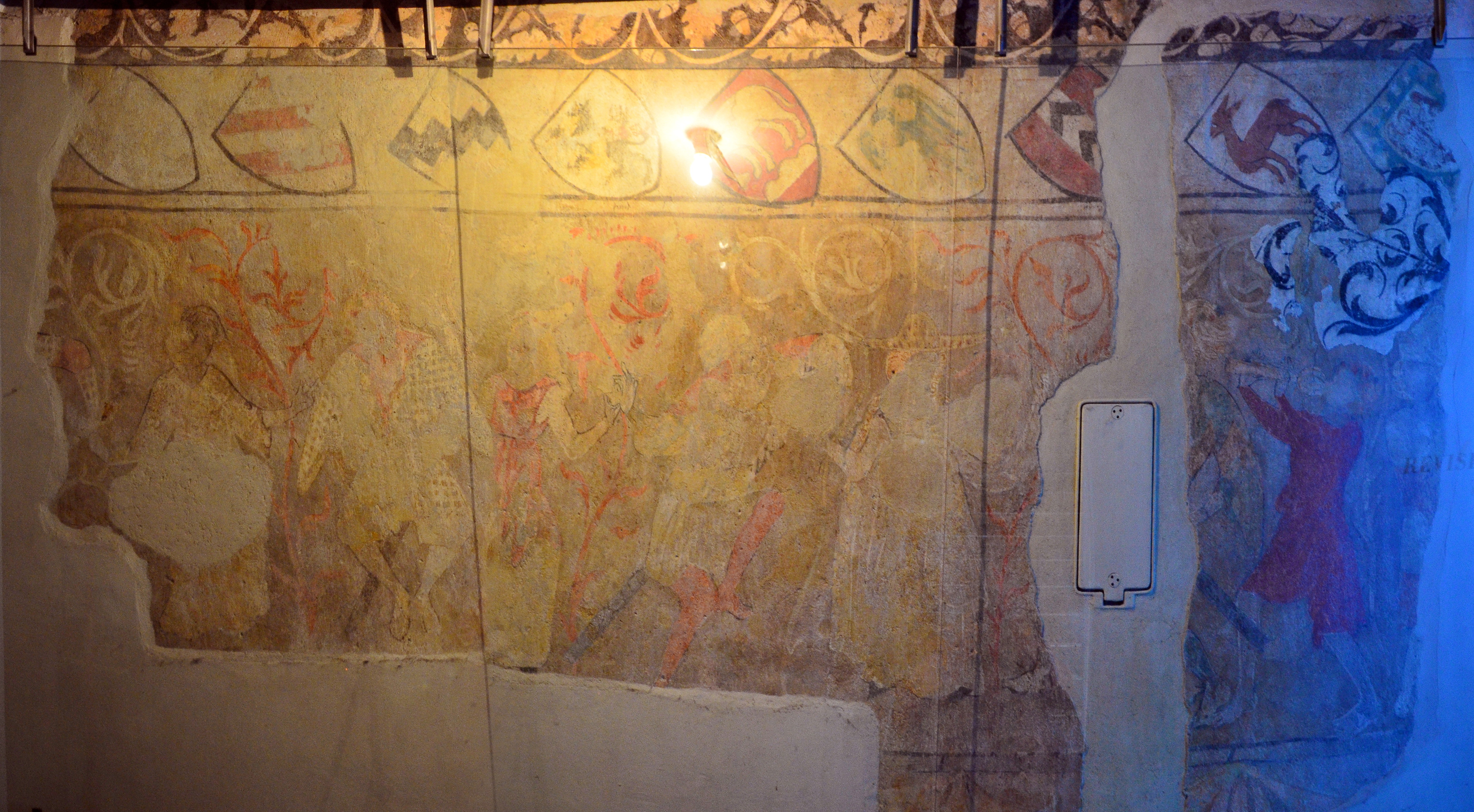
Fresque armoriée de la maison « Zum Brunnenhof » (vers 1330).

Dès le XIVe siècle, on construit une synagogue à Zurich, sur l'actuelle Froschaugasse (du nom de Christophe Froschauer), qui s'appelait alors Judengasse (« Rue des Juifs ») Le bâtiment se trouvait au numéro 4 de cette rue,. Il est mentionné pour la première fois en 1363, sous le nom de Judenschuol (É« cole juive ») mot qui, à cette époque, désignait la synagogue. En 1999, la ville a donné le nom de Synagogengasse (« Ruelle de la Synagogue ») au petit chemin qui passe derrière la maison dans laquelle se trouvait la synagogue.
La maison voisine, Brunngasse 8 (Zum Brunnenhof), abrite d'importantes fresques, datées stylistiquement d'environ 1330, dont des armoiries avec des inscriptions en hébreu. Les peintures ont été découvertes en 1996. Les habitants médiévaux de la maison — qui servait probablement aussi de lieu de rencontre pour la communauté juive — étaient vraisemblablement des citoyens importants. Les sources indiquent que ceux-ci étaient probablement les frères Moses et Gumprecht ben Menachem et leur mère, Minne,. Les fresques ont été rendues accessibles au public dans le cadre du « Musée Schauplatz Brunngasse ». Moïse ben Menachem est l’érudit hébreu qui a écrit le Semak de Zurich, un commentaire du Sefer mitzvot katan (« Petit livre des commandements ») d'Isaac ben Joseph de Corbeil. Ce commentaire est  l'ouvrage d'érudition juif le plus important publié en Suisse. 

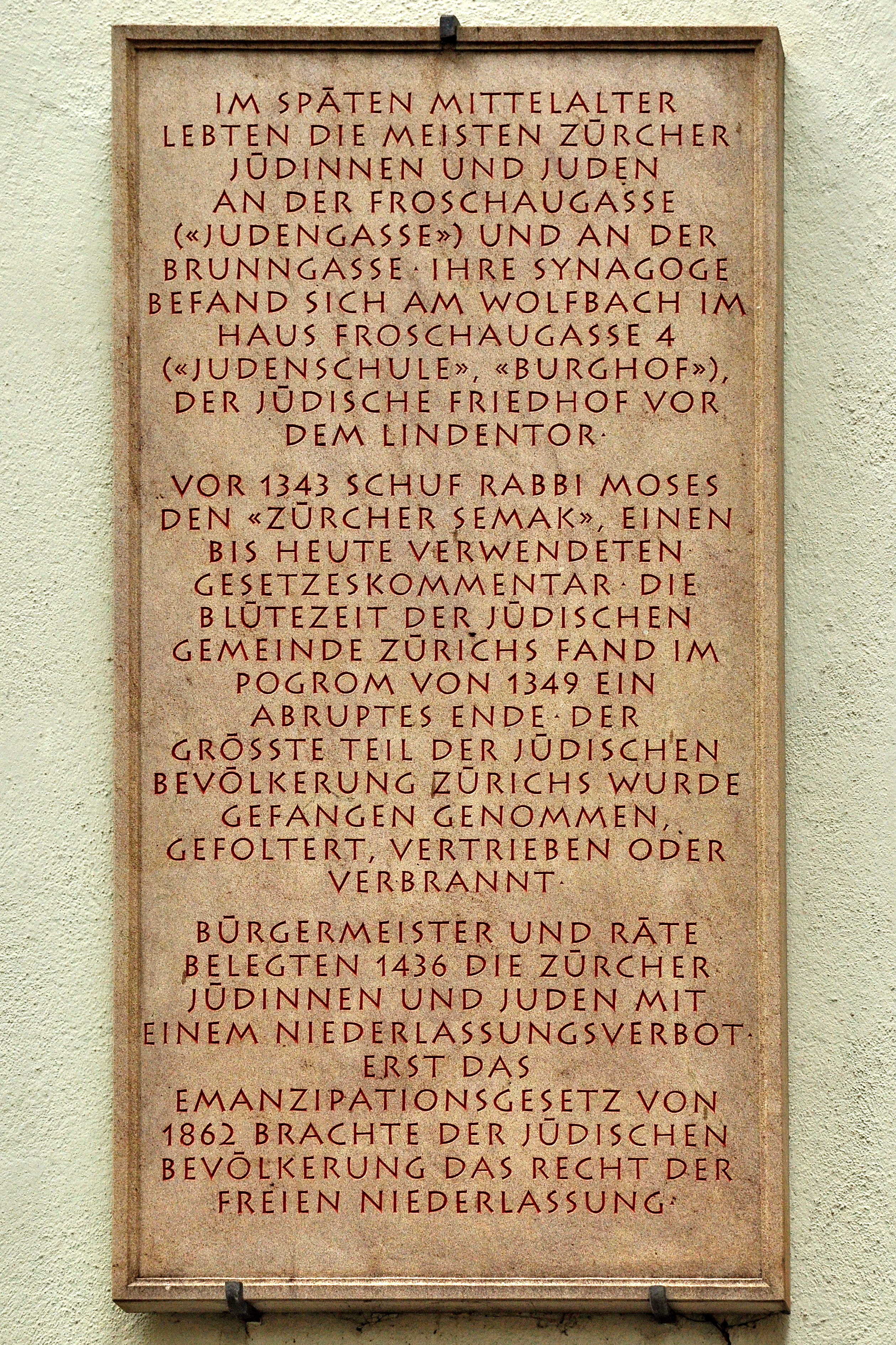
Plaque commémorative à la Synagogengasse, résumant l'histoire des Juifs de Zurich. (Lire la traduction).

Avec l'apparition de la peste noire en 1349, Zurich, comme la plupart des villes suisses, persécute et brûle les juifs locaux. Leurs biens sont confisqués et répartis entre les non-juifs de Zurich, le maire Rudolf Brun en obtient une part importante. La synagogue est détruite. Les sources qu’on a retrouvés de l’époque indiquent que les frères ben Menachem et leur mère Minne, qui vivaient dans la Brunngasse 8, ont également été assassinés.
Dès 1354, un certain nombre de juifs se réinstallent à Zurich. Cette deuxième communauté juive s'élève à une centaine de personnes (environ deux pourcents de la population de Zurich) vers la fin du siècle. Au tournant du siècle, la situation juridique et économique des juifs de Zurich se détériore.[réf. nécessaire]

### Restrictions
À partir de 1404, les juifs de Zurich (et d'autres villes suisses) n'ont plus le droit d'intenter un procès aux chrétiens et, en 1423, ils sont bannis de la ville pour une durée indéterminée[réf. nécessaire].

## XVIIeetXVIIIesiècles
À la suite de l'expulsion des juifs de Rheineck, ceux-ci s'installent à Zurich. Différents documents que l'on a retrouvés attestent qu'en 1633, Zurich appelle à la persécution et à l'expulsion des juifs de Rheineck devenus trop nombreux. 
En 1634, les juifs sont interdits d'entrée dans la ville de Zurich. Le 24 avril de la même année, un juif de Lengnau, Samuel Eiron, est exécuté pour blasphème. À la suite de cet événement, le maire et le conseil municipal de Zurich ordonnent à leurs représentants seigneuriaux (Landvögte) d'expulser tous les juifs de leurs terres. Bien que cette directive s'appliquât aussi au comté (Grafschaft) de Baden, une vingtaine de familles juives sont autorisées à y rester, après que le bailli (Landvogt) Alphons Sonnenberg de Lucerne eut rappelé au conseil de Zurich que sa position l'autorisait à accorder la protection à ses sujets.
En 1787, l'opticien juif Samson Henlein et son partenaire Nehemias Callmann sont autorisés, sous la protection de Castell-Remlingen[Qui ?], à passer huit jours à Zurich pour faire le commerce d'instruments d'optique et exercer leur métier.

## XIXeauXXIesiècle

### Vers l'émancipation

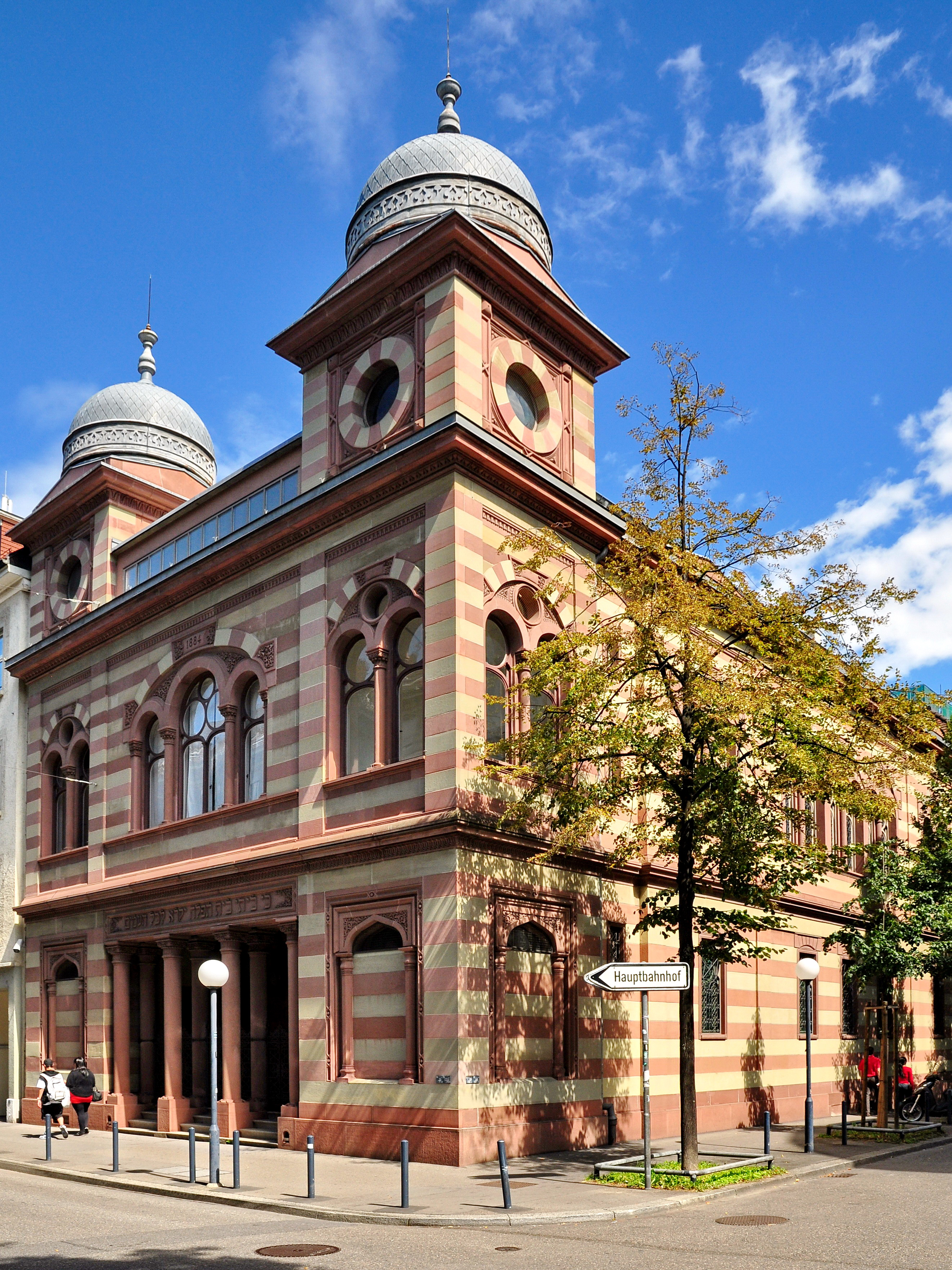
La synagogue de la Löwenstrasse.

Au cours du XIXe siècle, la situation des juifs à Zurich devient quelque peu contradictoire, dans la mesure où le gouvernement français s'engage à faire valoir la reconnaissance des droits de ses citoyens juifs vivant en Suisse, où ils sont victimes de nombreuses discriminations.
En 1848, quelques juifs en provenance d'Endigen et de Lengnau, et plus tard d'Europe de l'Est, s'installent à Zurich, où ils forment bientôt une petite communauté juive qui compte une centaine de personnes en 1862. Cette année-là, le canton de Zurich a accordé aux juifs la liberté d'établissement, tandis que l'on assiste à la fondation de l'Israelitischer Kultusverein (« Association cultuelle israélite »), rebaptisée plus tard Israelitische Cultusgemeinde (« Communauté cultuelle israélite »).
Deux ans plus tard, l'université a un doyen juif, Max Büdinger, En 1866, une révision partielle de la Constitution de la Suisse accorde aux Juifs la liberté pleine et entière d'établissement sur tout le territoire et l'égalité devant la loi, complétée en 1874 par le droit au libre exercice de la religion. Dès lors, la ville de Zurich voit sa population juive croître nettement puisqu'elle quadruple en une vingtaine d'années, passant de 0,2 % en 1860 à 0,8 % en 1880, puis à 1,6 % en 1900.  
En 1883, une synagogue de 600 places ouvre à nouveau ses portes à Zurich, à la Löwenstrasse. En 1895, les juifs orthodoxes fondent la Israelitische Religionsgesellschaft Zurich (Société religieuse israélite de Zurich). C'est l'une des deux communautés orthodoxes de la ville[réf. nécessaire]. La seconde est Agudas Achim (« Association des frères »), fondée en 1927 à la suite de l'immigration de juifs d'Europe de l'Est qui fuyaient les pogroms. La communauté s'inscrit dans le courant du hassidisme polonais.

### La tourmente puis la paix
En 1920, la part de la population juive est à son apogée avec 2,8 % des habitants de la ville. Les juifs venus s'installer à Zurich dans le premier quart du XXe siècle étaient souvent des indépendants, travaillant dans le commerce, la confection de vêtements, les professions commerciales comme avocat ou médecin.
Toutefois, à partir de 1920, la ville de Zurich met en place une réglementation de la naturalisation qui discrimine les juifs d'Europe de l'Est. Elle est abandonnée en 1936.

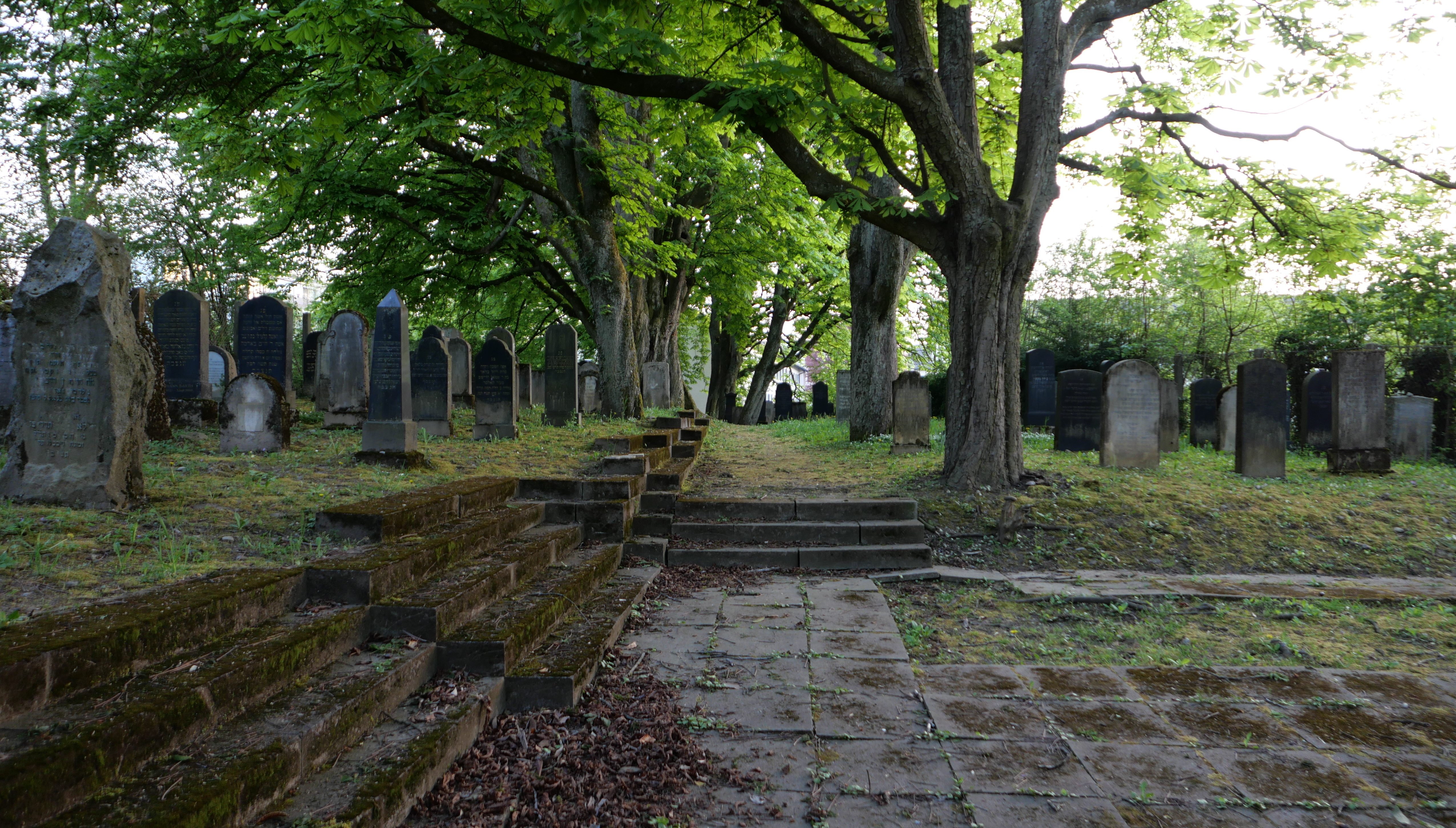
Le cimetière juif de Steinkluppe à Zurich.

Pendant la Seconde Guerre mondiale, la plupart des juifs réfugiés en Suisse viennent à Zurich et y obtiennent le droit d'y résider de 1940 à 1943. Les fonds nécessaires pour les nombreux réfugiés juifs sont collectés, non pas par les autorités suisses, mais par la FSCI (Fédération suisse des communautés israélites). Le comité central d'aide aux réfugiés, créé en 1933, se trouve à Zurich. La Suisse étant un pays  neutre, Zurich accueille en 1929 et 1937 le 16e et le 20e congrès sioniste mondial, dont le premier avait lieu à Bâle en 1897, organisé par le journaliste Theodor Herzl.
Au sortir de la guerre, en 1945, la population juive de Zurich se monte à environ 10 500 personnes. Elle diminue cependant de nouveau à partir de 1948. Depuis 1970, la population juive de Zurich reste plus ou moins stable, à environ 1 %.

### Situation actuelle

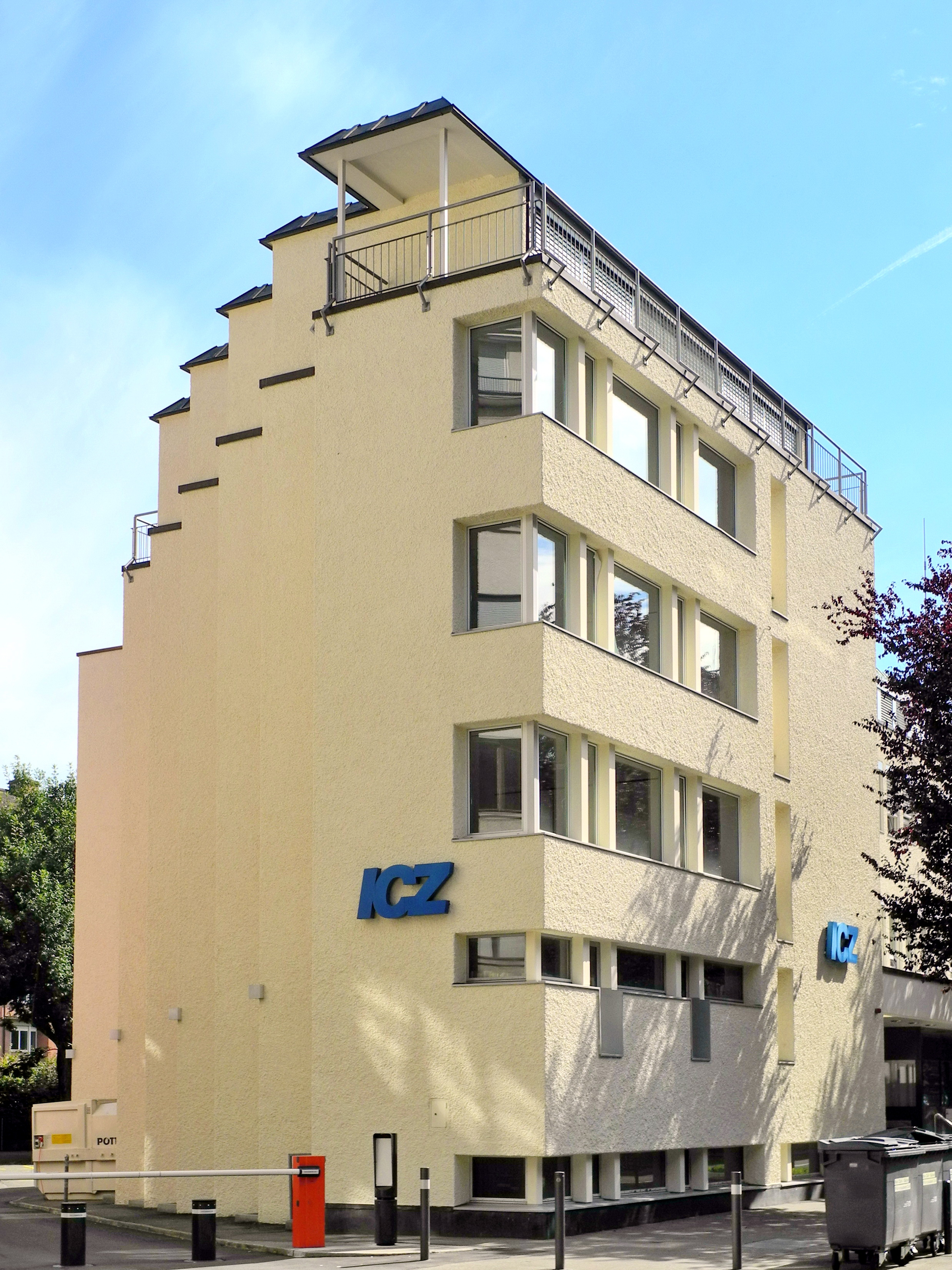
Bibliothèque de la Israelitischen Cultusgemeinde Zürich, qui accueille une vaste collection de judaica et dhebraica.1939. Bien culturel d'importance nationale.

La bibliothèque de la communauté juive de Zurich, ouverte en 1939, a été déclarée bien culturel national suisse en 2009. Elle est considérée comme la plus importante bibliothèque de judaïca du monde germanophone.
Avec sa nouvelle Constitution cantonale de 2005, le canton de Zurich a accordé à la Israelitische Cultusgemeinde Zürich et à la communauté libérale Or Chadasch (« Nouvelle lumière »), fondée en 1978, la reconnaissance en tant que collectivités de droit public, ce qui les assimile aux Églises nationales — les deux autres communautés, de tendance orthodoxe, ont d'elles-mêmes renoncé à ce statut. 
Fin 2020, quatre Stolpersteine sont posées posés à Zurich, suivies par quatre autres le 21 juin 2021, et encore quatre le 21 juin 2022, pour commémorer les victimes du national-socialisme,.

## Démographie
En 2020, un peu plus de 3 200 Juifs vivent à Zurich (un peu plus de 3 800 en 2010). La population juive est donc relativement stable, même si l'on note une certaine baisse : en 2000, la communauté juive représentait 1,3 % de la population (1,2 % en 2010) contre 0,9 % en 2020. Ces pourcentages toutefois sont nettement plus élevés que ceux relevés sur le plan national : en 2018-2020, les communautés juives vivant en Suisse représentent 0,2 % de la population. 
La population juive se compose principalement d'Ashkénazes, mais comprend aussi des Juifs mizrahims et sépharades.